# Луглаярви
Лу́глая́рви (фин. Luglajärvi) — озеро на территории Найстенъярвского сельского поселения Суоярвского района Республики Карелия.

## Общие сведения
Площадь озера — 2 км², площадь бассейна — 138 км². Располагается на высоте 158,7 метров над уровнем моря.
Форма озера лопастная, вытянуто с юго-запада на северо-восток. Берега каменисто-песчаные, частично заболоченные.
С севера и северо-запада в озеро втекают безымянные ручьи.
С южной стороны в озеро втекает протока из ламбины Тшитскойнъярви (фин. Tshitkoinjärvi).
Через озеро прокает река Луглайоки, текущая из озёр Кескиярви и Юляярви и втекающая в реку Айттойоки.
В озере расположены четыре небольших острова без названия.
Код водного объекта в государственном водном реестре — 01040100111102000016603.